# Simbiose

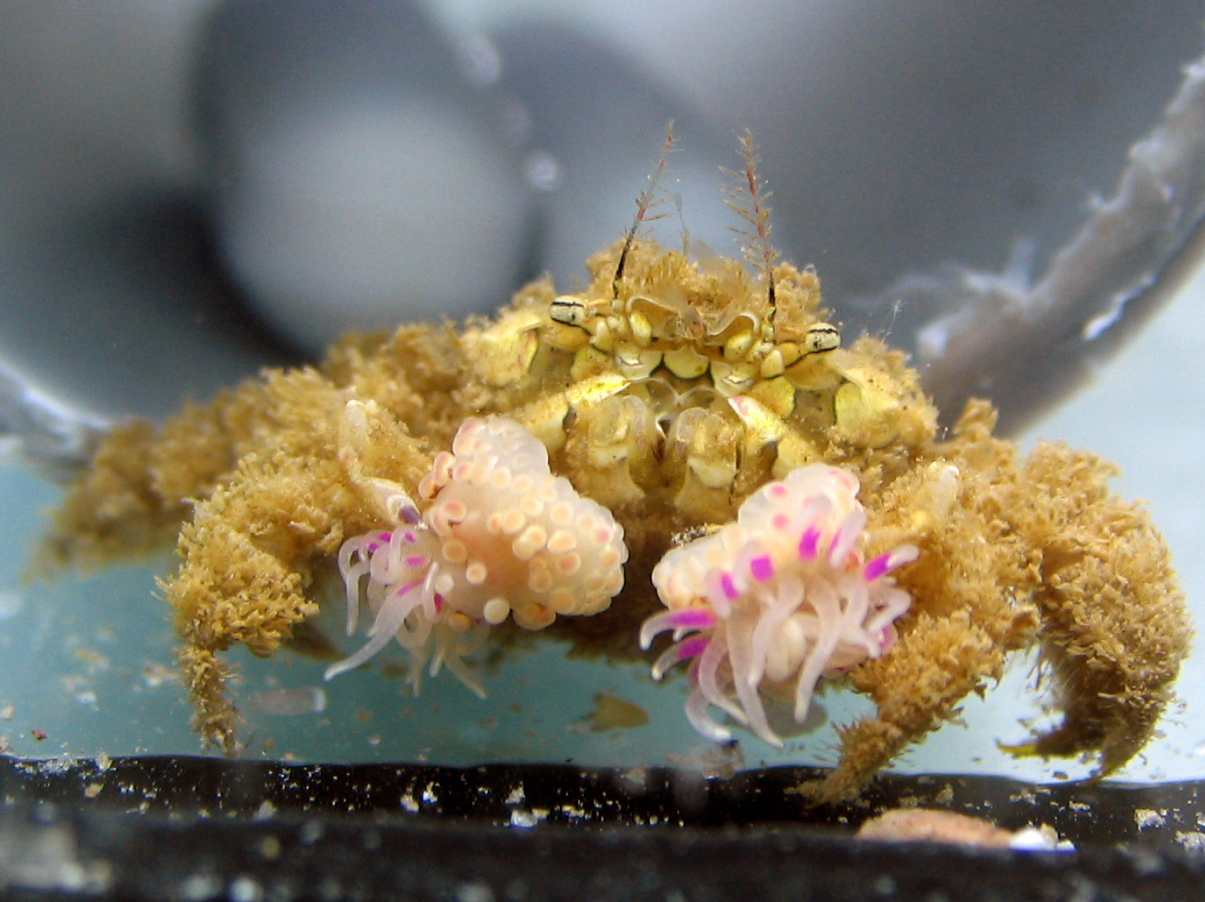
Caranguejo Lybia leptochelis com as anêmonas Alicia sp. nas pinças.

A simbiose pode ser definida como uma associação a longo prazo entre dois organismos de espécies diferentes  seja essa relação benéfica para ambos os indivíduos envolvidos ou não.
No meio científico ainda não há um consenso sobre a definição correta do termo simbiose. Há várias definições vigentes e há um amplo debate sobre as vantagens e limites de cada definição.  Segundo Pradeu (2011) o termo simbiose pode ser definido como qualquer interação a longo prazo entre indivíduos de diferentes espécies, sendo essa associação evolutivamente benéfica para o hospedeiro e neutra ou benéfica para o simbionte. Para outros autores, a simbiose pode ser definida de maneira mais ampla, sendo então uma associação a longo prazo entre dois organismos de diferentes espécies, sendo essa a acepção mais aceita atualmente. Essa última definição difere da primeira de maneira crucial ao desconsiderar os efeitos sobre o fitness dos envolvidos nessa associação, o que pode ser uma vantagem dada a dificuldade em determinar se certas interações mais voláteis, isto é, que transitam de um estado para outro, podendo estas serem benéficas, neutras ou prejudiciais para um dos envolvidos.
Todos os animais e plantas conhecidos estabelecem algum tipo de relação simbiótica, geralmente as interações mais comuns são associações simbióticas com microrganismos, apesar destas não serem tão percebidas quanto os outros tipos de associações.
Alguns casos clássicos que ajudam a compreender o conceito de simbiose são:
- Certos Cnidários alojam microalgas nos seus tecidos. Estes animais distribuem-se  próximos à superfície da água para que as algas possam usar a luz para efetuar a fotossíntese. Ao realizarem o processo, as algas produzem certos compostos orgânicos essenciais ao organismo hospedeiro. Protozoários e Moluscos também fazem simbiose com as algas.
- Orquídeas e muitas outras espécies de hábito epifítico habitam locais ricos em matéria orgânica, mas pobres em sais minerais. No entanto, as suas raízes (freqüentemente apresentando um tecido esponjoso, o velame) abrigam fungos do tipo Micorriza, que atacam a matéria orgânica do substrato e a decompõe na forma de sais minerais, que podem assim ser assimilados pelos vegetais. Em contrapartida, as plantas realizam a fotossíntese e sintetizam moléculas orgânicas, como carboidratos e aminoácidos, essenciais à sobrevivência dos fungos.
- As mitocôndrias vivem no interior das células eucarióticas, produzindo energia na forma de ATP, numa estreita relação simbiótica. Essa relação é tão forte que a célula e a mitocôndria não conseguem viver separados. Acredita-se que as mitocôndrias eram organismos que viviam isolados no exterior das células, e que foram incorporadas por algumas células, criando uma forte relação entre os dois organismos: a célula fornece alimento e um ambiente seguro para o desenvolvimento e reprodução da mitocôndria, e esta se responsabiliza pelo fornecimento de energia da célula. Uma prova disso seria o facto de a mitocôndria ter material genético próprio (o DNA mitocondrial).
- Fungos e algas, numa relação mútua de proteção-alimento, caracterizando os líquens.

## A teoria do Hologenoma
A teoria do Hologenoma é uma teoria recente, que tem como ponto principal a interação entre um organismo (geralmente uma planta ou animal) e sua microbiota. Segundo essa teoria o holobionte, isto é, o hospedeiro e a microbiota associada, somado com o hologenoma (toda a informação genética do genoma hospedeiro e de sua microbiota) atuam como uma unidade de seleção evolutiva. Pesquisas recentes  demonstraram a grande influência dos microrganismos associados a determinado organismo sobre o fitness deste animal ou planta.
É sabido que a variabilidade é a matéria prima da evolução. A teoria do hologenoma muda o foco dessa variabilidade, é possível estabelecer que a variação genética pode surgir do tanto da variabilidade do genoma do hospedeiro quanto do genoma de seus microrganismos associados, os simbiontes. Os mecanismos pelos quais a variabilidade pode ser gerada no genoma do hospedeiro já são bem conhecidos, sendo os principais a reprodução sexuada, mutações, recombinação genética e rearranjos epigenéticos, sendo os mesmos válidos para os simbiontes do organismo. Segundo Rosenberg e Zilber-Rosenberg (2011)  além desses mecanismos há outros 3 outros processos considerados exclusivos sobre a ótica da teoria do hologenoma.
1. Amplificação microbiana: A amplificação microbiana consiste basicamente na mudança das proporções de microrganismos associados ao hospedeiro, geralmente em resposta a uma mudança do ambiente. Considerando o holobionte como uma entidade dinâmica, é razoável afirmar que certas populações de microrganismos aumentam enquanto outras populações diminuem, portanto, um aumento no número de simbiontes equivale a uma amplificação do genoma desse microrganismo.
2. Aquisição de novos simbiontes: A diversidade de microrganismos no planeta é gigantesca, logo animais e plantas estão em contato com uma assombrosa quantidade microrganismos durante seu ciclo de vida. Dado esse fato, é completamente plausível considerar que eventualmente algum microrganismo encontre um nicho nessa planta ou animal de modo que se estabeleça completamente no novo hospedeiro, adicionando genes completamente novos ao holobionte.
3. Transferência horizontal de genes: A transferência de horizontal de genes é muito comum, principalmente se tratando de microrganismos como bactérias. Esse mecanismo de troca gênica pode ocorrer entre a microbiota residente e microrganismos que não têm uma associação estável com o holobionte. O resultado dessa interação pode a transferência de genes que conferem novas características a microbiota residente.

Todos esses três mecanismos dependem diretamente da interação do holobionte com o ambiente em que está inserido. Segundo essa nova teoria evolutiva, estes processos foram e são de extrema importância para os processos adaptação, evolução e desenvolvimento de animais, plantas e os próprios microrganismos.
É imperativo afirmar que a teoria ainda se encontra em construção. Há diversos estudos que demonstram essa teoria, porém há tantos outros que criticam as conclusões tiradas dessas pesquisas. Muitos autores como Leggat et al. (2007)  e Ainsworth (2008), dentre outros  são céticos e questionam alguns aspectos da teoria do hologenoma, principalmente no que tange os fenômenos evolutivos envolvidos ou até mesmo a verdadeira relação entre as espécies em simbiose.

## Simbioses no desenvolvimento
Até meados do século XX, o foco principal da biologia do desenvolvimento foi o processo de embriogênese, isto é, o a sequência de eventos entre a fertilização e o nascimento de um organismo. Com o advento da biologia molecular e o florescimento de outras áreas como ecologia e biologia evolutiva, fez com que surgissem novas abordagens dentro da biologia do desenvolvimento. Atualmente existem vários estudos, amplamente discutidos e robustos do ponto de vista de científico, sobre a influência do ambiente sobre o desenvolvimento do organismo. A partir dessas novas formas de ver o processo de desenvolvimento de um organismo, surge então um campo completamente novo denominado Ecological Evolutionary Developmental Biology (ou em tradução livre: Biologia do Desenvolvimento Ecológica-Evolucionária) que se compromete em estudar a natureza por uma outra ótica, organizando e estabelecendo conceitos como a plasticidade fenotípica e simbioses no desenvolvimento e os ligando com a Síntese Evolutiva Moderna.
As simbioses que ocorrem durante o desenvolvimento de um organismo podem ser definidas como interações entre um hospedeiro e microrganismos simbióticos que auxiliam no processo de desenvolvimento desse mesmo hospedeiro, como por exemplo a proteção do embrião contra patógenos ou na organogênese, só para citar alguns. Há evidências de que as simbioses durante o processo de desenvolvimento são mais comuns do que se pensava, o que reverteu o paradigma até então vigente de que eram a exceção, passando a ser a regra observada na natureza, dada sua ubiquidade.
Segundo Bright e Bulgheresi (2010) há duas formas de transmissão de simbiontes através de gerações: A transmissão horizontal e a transmissão vertical. Contudo, essas duas maneiras podem ser consideradas como dois extremos de um gradiente de mecanismos de transmissão encontrados na natureza.

#### Transmissão Horizontal
Na transmissão horizontal de simbiontes os microrganismos estão presentes no ambiente. O que ocorre nesse processo é que estes não interagem diretamente com o hospedeiro durante a embriogênese. Geralmente os simbiontes são adquiridos posteriormente, geralmente durante a eclosão ou nascimento, como é o caso dos mamíferos, ou durante a fase larval ou juvenil.
A fase do ciclo de vida na qual o hospedeiro não possui o microrganismo simbionte é denominada apossimbiótica, fase que é típica de organismos que obtêm simbiontes por transmissão horizontal. Nessa fase o organismo hospedeiro se apresenta suscetível a colonização por parte dos simbiontes.

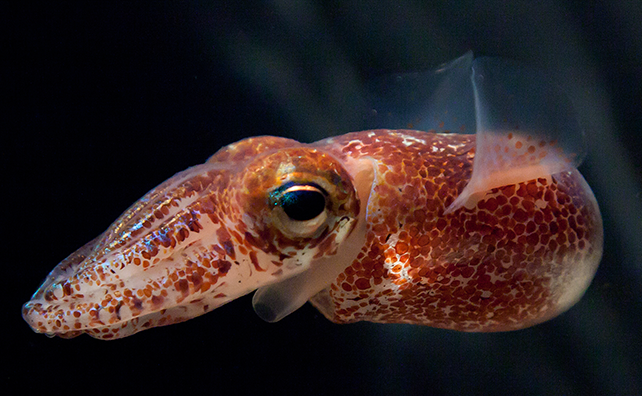
A lula Euprymna scolopes.

Apesar da vida simbiótica ser facultativa para muitas espécies de bactérias que são transmitidas horizontalmente, para muitas espécies hospedeiras esses microrganismos desempenham um importante papel no fitness. Um modelo bastante estudado de simbiose, no qual a transmissão de simbiontes ocorre de maneira horizontal é a associação Euprymna scolopes e a bactéria Vibrio fischeri.

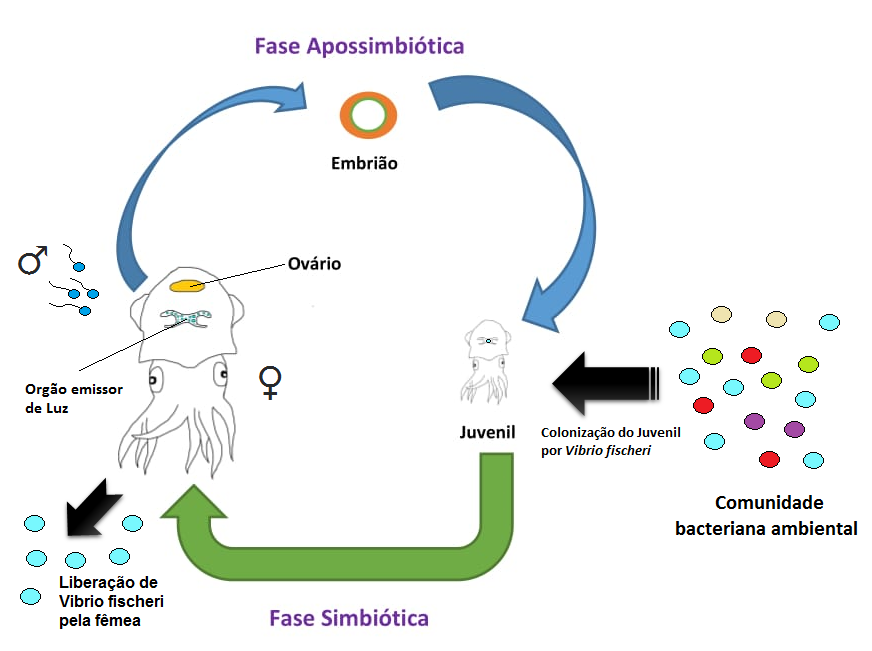
Exemplo de transmissão horizontal de simbiontes. Esquema simplificado da aquisição de Vibrio fischeri pela lula Euprymna scolopes.

A associação entre a lula da espécie Euprymna scolopes e a bactéria Vibrio fischeri é um claro exemplo de como o simbionte pode ter um papel fundamental no desenvolvimento, mais especificamente na organogênese, do organismo hospedeiro. Estudos demonstraram que  que Vibrio fischeri é essencial para a formação do órgão emissor de luz da lula, além disso foi demonstrado que ambos os organismos, tanto o molusco quanto a bactéria podem ser cultivados separadamente, porém, o fitness (aqui definido como adaptação, sobrevivência, crescimento e reprodução) é reduzido significativamente em Euprymna scolopes, visto que o órgão é essencial para caça, defesa e reprodução.
A lula, logo após a eclosão, possui um órgão emissor de luz rudimentar. Após algumas horas, através do movimento natural de bombeamento de água pelo sifão, as bactérias de interesse (Vibrio fischeri) aderem ao epitélio desse órgão e inicia o processo de morfogênese do mesmo, induzindo um processo de apoptose e surgimento de tipos celulares específicos. É importante salientar que o sistema imune tem um papel importante no reconhecimento e aceitação de Vibrio fischeri.
Um outro modelo de transmissão horizontal de simbiontes muito estudado é a colonização (ecologia) de mamíferos, mais especificamente a colonização do trato digestivo por microrganismos. Há uma grande quantidade de evidências de que, em mamíferos, os organismos simbiontes são essenciais para o pleno desenvolvimento do organismo. Há estudos que mostram a influência da microbiota sobre a regulação do desenvolvimento do trato digestivo, atuando sobre processos de diferenciação, formação de vasos sanguíneos e na produção de fatores importantes no processo de absorção, como a colipase. Além disso, foram publicados estudos recentes onde se fala de uma conexão entre os simbiontes presentes no trato digestivo com o cérebro e como ocorre a regulação entre essas duas regiões, essa relação foi denominada gut-brain axis ou eixo gastro-cerebral 

#### Transmissão Vertical
A transmissão vertical de simbiontes é bem documentada em invertebrados, sendo em geral o simbionte uma bactéria intracelular. Na transmissão vertical de simbiontes, na grande maioria dos casos, não se observa a fase apossimbiótica vista na transmissão do tipo horizontal, ou pode ser observada tal fase por um curto período de tempo. Em geral, a interação entre o microrganismo e o hospedeiro é uma associação permanente. Nesse tipo de transmissão ocorre a transferência dos simbiontes presentes nos progenitores para a prole.

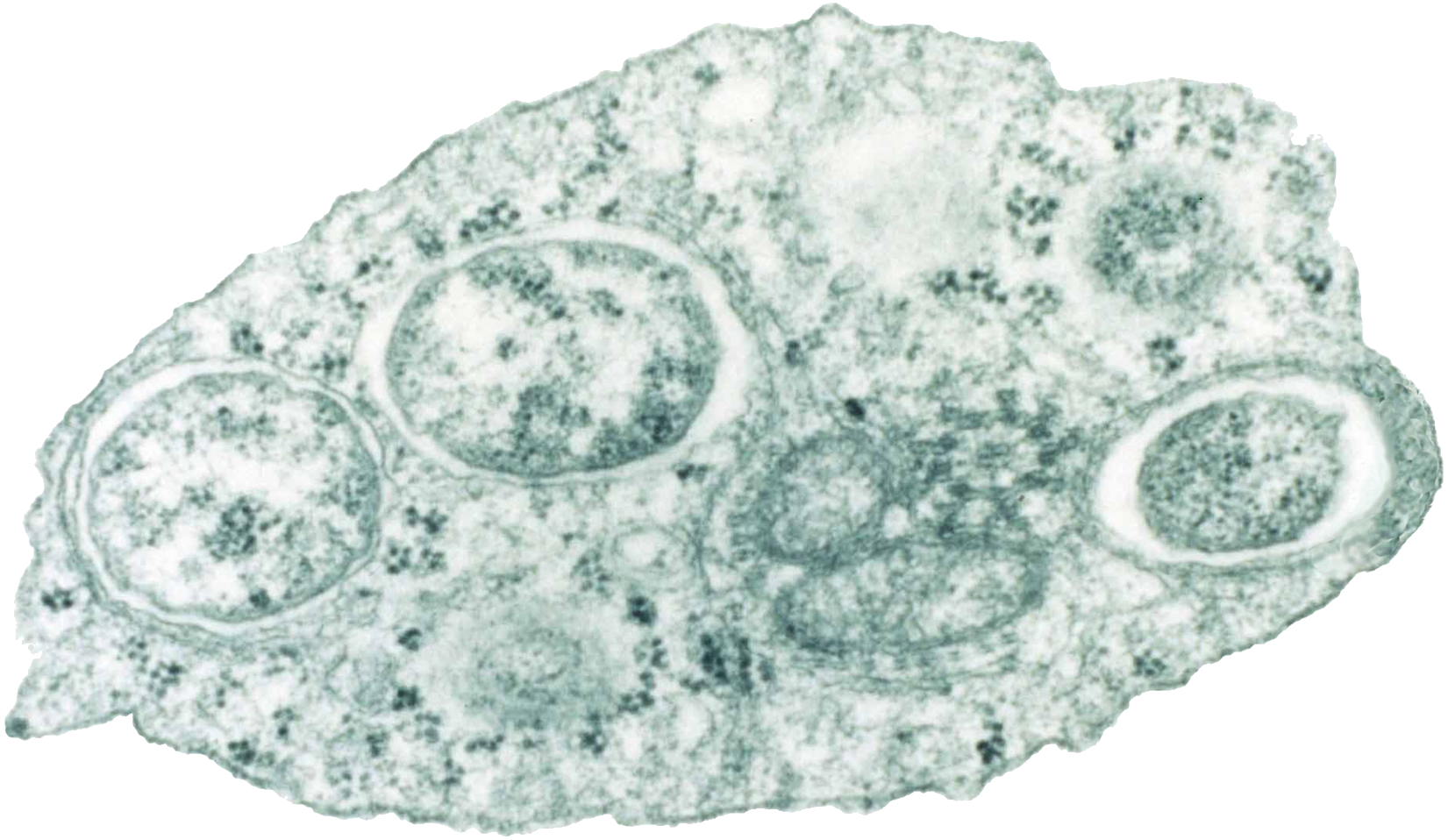
Micrografia eletrônica de transmissão de Wolbachia dentro de uma célula de inseto

Nesse mecanismo de transmissão vertical a progenitora geralmente desempenha um papel-chave na maioria dos casos. Há várias observações constatando que os simbiontes adquiridos a partir da transferência vertical são transmitidos a partir da linhagem germinativa da fêmea, sendo essa via denominada rota transovariana, porém há casos onde os simbiontes podem ser transmitidos pelos machos como foi descrito em afídios.

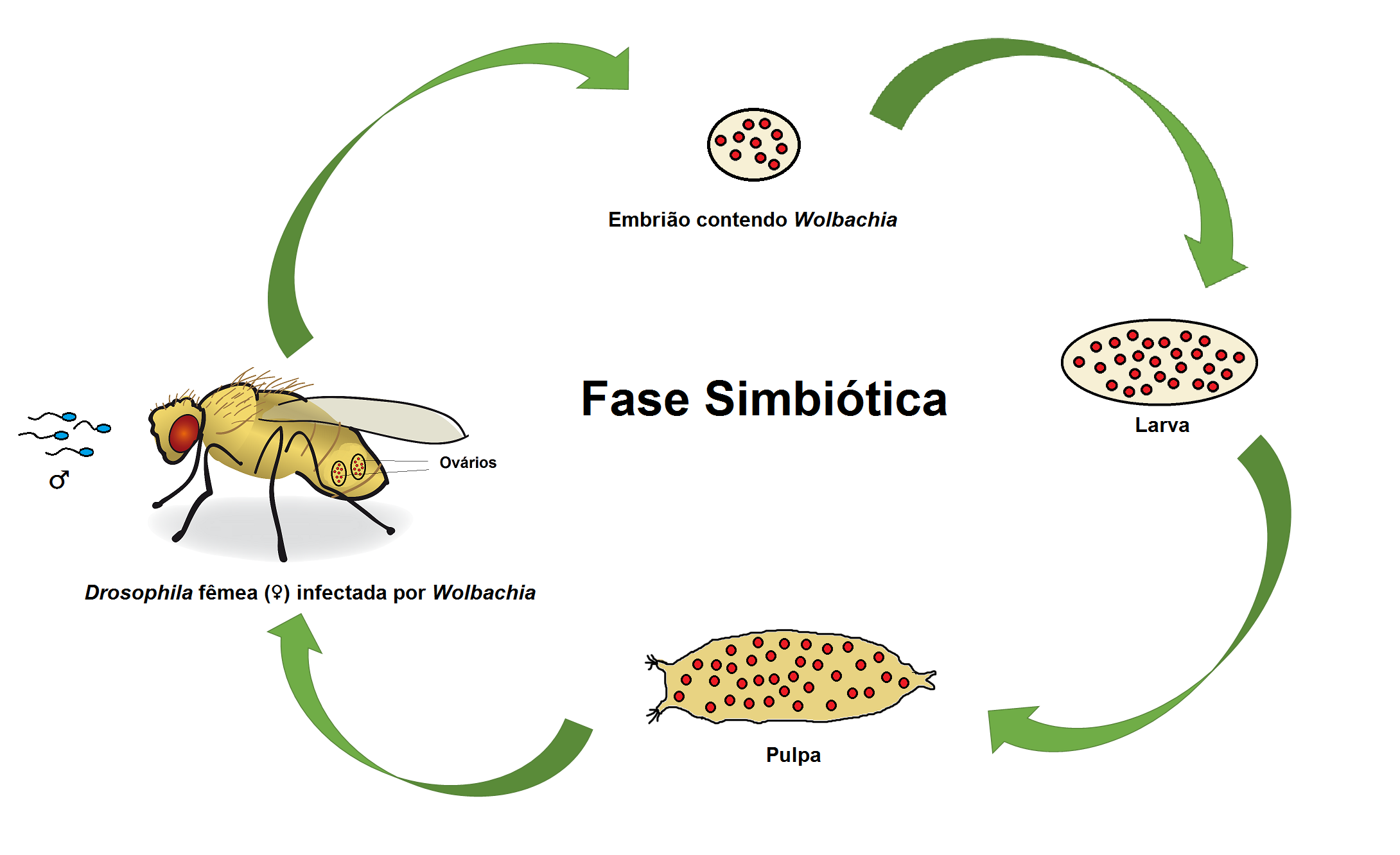
Exemplo de transmissão vertical de simbiontes. Esquema simplificado da transferência de Wolbachia entre gerações de moscas do gênero Drosophila.

O modelo de interação simbiótica, no qual o simbionte é transmitido de progenitor para progênie, mais bem estudado é a interação entre a bactéria intracelular Wolbachia e várias linhagens de artrópodes e algumas de vermes nematódeos. As bactérias do gênero Wolbachia são gram-negativas e amplamente dispersas na natureza. Estima-se cerca 70% dos insetos esteja infectado por essa bactéria.
A associação simbiótica dessa bactéria com os seus hospedeiros pode assumir diversas configurações, que podem se mostrar difíceis de classificar. Há evidências de que esses microrganismos são essenciais no processo de desenvolvimento de embriões conferindo proteção contra patógenos, principalmente vírus e outras bactérias. Além disso, há evidências que esse endossimbionte esteja envolvido no processo de organogênese, como observado no desenvolvimento dos ovários e ovogênese de vespas da espécie Asobara tabida. Sabe-se também que a associação entre Wolbachia e seu hospedeiro também pode ter efeitos negativos sobre o desenvolvimento ao gerar letalidade através de mecanismos de incompatibilidade citoplasmática dos gametas.
Em algumas espécies do gênero Drosophila essa bactéria pode estar presente em ambas as linhagens germinativas, ou seja, tanto na do macho, quanto na da fêmea, porém não há evidências de que ocorra a transmissão vertical paterna. A bactéria não está presente em proporções significativas no esperma maturado e, portanto, a transferência de Wolbachia entre gerações se dá majoritariamente pela linhagem germinativa da fêmea.
Alguns estudos mostram que o fitness destes insetos é alterado expressivamente. Fast et al. demonstrou experimentalmente que em Drosophila mauritiana, há uma diferença significativa entre grupos infectados por certas cepas de Wolbachia e grupos não infectados. Foi constatado que a bactéria aumenta a atividade mitótica das células-tronco germinativas além de diminuir o processo de apoptose no germário.
A evolução da transmissão vertical de microrganismos é muito observada em indivíduos que possuem uma associação hospedeiro-simbionte que pode ser caracterizada como mutualismo obrigatório. Em nematódeos, mais especificamente nos vermes do gênero Mansonella causadores da filaríase em humanos, a bactéria Wolbachia é essencial para a sobrevivência do verme, pois o microrganismo é responsável pela produção de moléculas que induzem o processo de ecdise  e outros fatores que são necessários para a viabilidade e fertilizadade do nematoda. Foram encontradas evidências de que essa bactéria não tem distribuição restrita dentro do verme, sendo encontrada tanto no tecido somático, quanto na linhagem germinativa de machos e fêmeas.
A transmissão vertical não é exclusiva de invertebrados. Na salamandra Ambystoma maculatum uma alga verde simbionte da espécie Oophila amblystomatis, que está localizada nas estruturas reprodutivas da fêmea, é depositada junto com os ovos. Tal associação também é uma simbiose do tipo mutualística obrigatória, visto o nível de especificidade dessa interação e as taxas de sobrevivência dos organismos separados. As algas verdes, no ovo, ficam localizadas nos tecidos extraembrionários, e tem a função principal de prover oxigênio ao embrião através de processo de fotossíntese. Em contrapartida o embrião fornece CO2 e outros fatores que garantem a sobrevivência da Oophila amblystomatis.

## Simbioses: uma visão evolutiva
As interações entre o hospedeiro e a microbiota simbionte, podem contribuir para a especiação, gerando as condições necessárias para a ocorrência desse processo através de isolamento reprodutivo. Um caso bem estudado de como isso pode ocorrer é o controle da reprodução em insetos exercido por bactérias simbiontes. A teoria do hologenoma dá base para o entendimento desse tipo de especiação. Em vespas do gênero Nasonia há evidências de que a microbiota presente no trato digestivo atuou fortemente no isolamento reprodutivo e especiação de 3 espécies relacionadas, gerando letalidade da prole hibrida entre N. vitripennis e as outras duas espécies, N. giraulti e N. longicornism,.
A associação entre hospedeiro e simbiontes confere variação seja por estar presente, ou seja, por apresentar um genoma com características particulares, sendo essa variação passível de seleção, o que remete a teoria do hologenoma e o conceito de holobionte.
Simbiontes ajudam a gerar órgãos e manter interações espécie-especifica com os seus hospedeiros, isso ocorre em plantas e animais. O surgimento de novos órgãos pode ser de importância vital no processo de adaptação de uma espécie a uma nova espécie.

## Simbiose em sistemas sociais
Os conceitos oriundos da dinâmica apresentada nos sistemas simbióticos, também têm sido aplicados no âmbito das ciências sociais e econômicas. Nestas abordagens as organizações e indivíduos são entendidos como diferentes agentes que podem estar intimamente associados, como nos processos de simbiose no mundo natural.